# The Cascades
The Cascades war eine US-amerikanische in San Diego beheimatete Doo-Wop-Musikgruppe, die von 1962 bis 1975 bestand.

## Geschichte
Die Cascades haben ihren Ursprung in der Musikgruppe The Silver Strands, die 1960 ihre ersten Auftritte in San Diego hatte. Sie nannte sich später in The Thundernotes um, Manager und Leadsänger war der Gitarrist John Gummoe. Nachdem die Gruppe bis 1961 einige unbeachtete Schallplatten veröffentlicht hatte, schloss sie 1962 einen Vertrag mit der Schallplattenfirma Valiant Records, einem Subunternehmen von Warner Bros. Mit der Besetzung John Gummoe (Leadsänger und Gitarrist), Eddy Snyder (Keyboard), Dave Stevens (Bass), Dave Wilson (Saxofon) und Dave Zabo (Schlagzeug) nahm sie den Namen The Cascades an und veröffentlichte im Sommer 1962 eine Single mit den Titeln There's a Reason / Second Chance.
Während diese Platte nur regional Beachtung fand, kam mit der zweiten Cascades-Veröffentlichung bereits der große Erfolg. Im Herbst 1962 war unter Leitung des Produzenten Phil Spector in den Gold Star Studios Los Angeles die Single Rhythm of the Rain / Let Me Be aufgenommen worden. Nach ihrer Veröffentlichung im November 1962 startete der Titel Rhythm of the Rain in den Billboard Hot 100 am 12. Januar 1963 und erreichte am 9. März mit Rang 3 seine Spitzennotierung. Insgesamt war der von Leadsänger John Gummoe komponierte und getextete Song 16 Wochen in den Hot 100. Auch international entwickelte sich Rhythm of the Rain zu einem Hit. In Großbritannien landete er auf dem 5. Platz, in Kanada auf Rang 1 und in Neuseeland wurde er als Nr. 2 notiert. Es blieb der einzige große Erfolg der Cascades. Zwar erschienen 1962 noch drei weitere Titel in den Hot 100, von denen The Last Leaf mit Platz 60 die beste Notierung erhielt. Danach kam mit Maybe the Rain Will Fall erst wieder 1969 ein Cascade-Titel in die US-Hitlisten (61. bei Hot 100).
Im Laufe des Jahres 1963 wurde Tony Grasso neuer Bassist und Roy Lynch übernahm das Keyboard. Nach drei Singleveröffentlichungen und der Langspielplatte Rhythm of the Rain (Katalognummer 405) bei Valiant wechselten The Cascades im Sommer 1963 zur Plattenfirma RCA. Von den vier bis 1964 produzierten Singles lief nur der Titel For Your Sweet Love einigermaßen erfolgreich (Platz 86 bei Hot 100). Nachdem der Vertrag bei RCA im Laufe des Jahres 1964 ausgelaufen war, wechselten die Cascades bis 1969 die Plattenfirmen in rascher Folge, ohne dass es zu einem zählbaren Erfolg kam. John Gummoe verließ 1967 nach längerer Krankheit die Gruppe und schlug eine Solokarriere ein. Ab 1968 spielte die Gruppe in der Besetzung Gabe Lapano, Tony Grasso, Eddy Snyder und Dave Wilson. In Eigenproduktion wurde die Langspielplatte What Goes On Inside herausgebracht. 1969 konnte ein Zweijahresvertrag mit UNI Records abgeschlossen werden, in dessen Rahmen vier Singles und die Langspielplatte Maybe the Rain Will Fall veröffentlicht wurden. In dieser Zeit begannen die Cascades verstärkt auf Tournee zu gehen. Neben einer großen US-Tour traten sie mehrfach vor im Ausland stationierten US-Soldaten auf. Während einer Nordatlantik-Tour kamen sie nach Island, Grönland, Neufundland und Labrador.
Im Februar 1970 verließ Gabe Lapano und im November 1974 Tony Grasso die Cascades. Das Ende der Gruppe kam 1975.

## US-Single-Diskografie

Rhythm of the Rain

| Titel                                                    | Kat.Nr.           | Veröffentlichung |
| -------------------------------------------------------- | ----------------- | ---------------- |
| There’s a Reason / Second Chance                         | Valiant 6021      | 1962             |
| Rhythm of the Rain / Let Me Be                           | Valiant 6026      | November 1962    |
| Last Leaf / Shy Girl                                     | Valiant 6028      | April 1963       |
| My First Day Alone / I Wanna be Your Lover               | Valiant 6032      | September 1963   |
| A Little Like Lovin’ / Cinderella                        | RCA 8205          | Juli 1963        |
| For Your Sweet Love / Jeannie                            | RCA 8268          | November 1963    |
| Little Betty Falling Star / Those Were the Good Old Days | RCA 8321          | März 1964        |
| Awake / I Dare You to Try                                | RCA 8402          | Juli 1964        |
| She Was Really Never Mine / My Best Girl                 | CRC 1018          | 1964             |
| She’ll Love Again / I Bet You Won't Stay                 | Liberty 55822     | September 1965   |
| Cheryl’s Goin’ Home / Truly Julie's Blues                | Arwin 132         | April 1966       |
| Midnight Lace / All’s Fair in Love and War               | Arwin 134         | 1966             |
| Blue Hours / Hey Little Girl of Mine                     | Smash 2083        | 1967             |
| Flying on the Ground / Main Street                       | Smash 2101        | 1967             |
| Two Sided Man / Everyone Is Blossoming                   | Probe 453         | Februar 1969     |
| Maybe the Rain Will Fall / Naggin’ Cries                 | Uni Records 55152 | 1969             |
| Indian River / Big City Country Boy                      | Uni Records 55169 | November 1969    |
| But for Love / Hazel Autumn Cocoa Brown                  | Uni Records       | Februar 1970     |
| April, May, June And July / Big Ugly Sky                 | Uni Records 55231 | 1970             |
| I Started a Joke / Sweet America                         | Can-Base 714      | 1972             |

## Charts und Chartplatzierungen

### Alben
| Jahr | Titel              | Höchstplatzierung, Gesamtwochen, AuszeichnungChartsChartplatzierungen (Jahr, Titel, Platzierungen, Wochen, Auszeichnungen, Anmerkungen) | Anmerkungen |
| Jahr | Titel              | US | Anmerkungen |
| ---- | ------------------ | --- | ----------- |
| 1963 | Rhythm of the Rain | US111 (10 Wo.)US |             |

### Singles
| Jahr | Titel Album                | Höchstplatzierung, Gesamtwochen, AuszeichnungChartplatzierungen (Jahr, Titel, Album, Platzierungen, Wochen, Auszeichnungen, Anmerkungen) | Höchstplatzierung, Gesamtwochen, AuszeichnungChartplatzierungen (Jahr, Titel, Album, Platzierungen, Wochen, Auszeichnungen, Anmerkungen) | Anmerkungen |
| Jahr | Titel Album                | UK | US | Anmerkungen |
| ---- | -------------------------- | --- | --- | ----------- |
| 1962 | Rhythm of the Rain –       | UK5 (16 Wo.)UK | US3 (16 Wo.)US |             |
| 1963 | Shy Girl –                 | — | US91 (4 Wo.)US |             |
| 1963 | The Last Leaf –            | — | US60 (5 Wo.)US |             |
| 1963 | For Your Sweet Love –      | — | US86 (3 Wo.)US |             |
| 1969 | Maybe the Rain Will Fall – | — | US61 (6 Wo.)US |             |